# Rodolfo I di Sassonia-Wittenberg
Rodolfo I di Sassonia-Wittenberg (Wittenberg, 1284 – Wittenberg, 12 marzo 1356), fu duca di Sassonia-Wittenberg dal 1298 e principe-elettore di Sassonia dal 1355 sino alla sua morte.

## Biografia
In quanto figlio primogenito, Rodolfo I succedette a suo padre Alberto II come duca di Sassonia-Wittenberg dopo la morte di quest'ultimo il 25 agosto 1298. Dal momento che al tempo della sua ascesa Rodolfo era ancora minorenne, sua madre gli fece da tutrice e reggente. Prima di quella data, nel 1290 egli aveva ricevuto il governo della contea di Brehna cum annexis che venne inizialmente amministrata da sua madre Agnese che gradualmente lo introdusse negli affari di governo alla corte del di lei fratello Alberto I di Germania in preparazione del suo ruolo di duca regnante.
Il primo atto ufficiale di Rodolfo come detentore della dignità elettorale di Arci-Maresciallo dell'Impero fu di acconsentire all'investitura di Austria, Stiria e Carniola ai figli di Alberto, Rodolfo, Federico e Leopoldo come richiesto dal re Alberto I. Nel febbraio del 1300 Alberto cercò di garantire al solo Rodolfo il possesso dell'Austria ma questo non venne confermato per via dello scoppio di conflitti tra principi elettori ed esercito. Rodolfo di Sassonia non venne coinvolto in questo conflitto e rimase sempre sotto tutela della madre sino al 1302.
Nel 1302, Rodolfo assunse il ruolo di duca di Sassonia-Wittenberg in maniera indipendente. Inizialmente egli era ansioso di rafforzare la propria sovranità sui territori affidatigli e per fare questo egli dovette accordarsi coi cugini nel Sassonia-Lauenburg, Alberto III, Eric I e Giovanni II, stabilendo inoltre che lui e non Giovanni II avrebbe ereditato il rango di elettore di Sassonia.

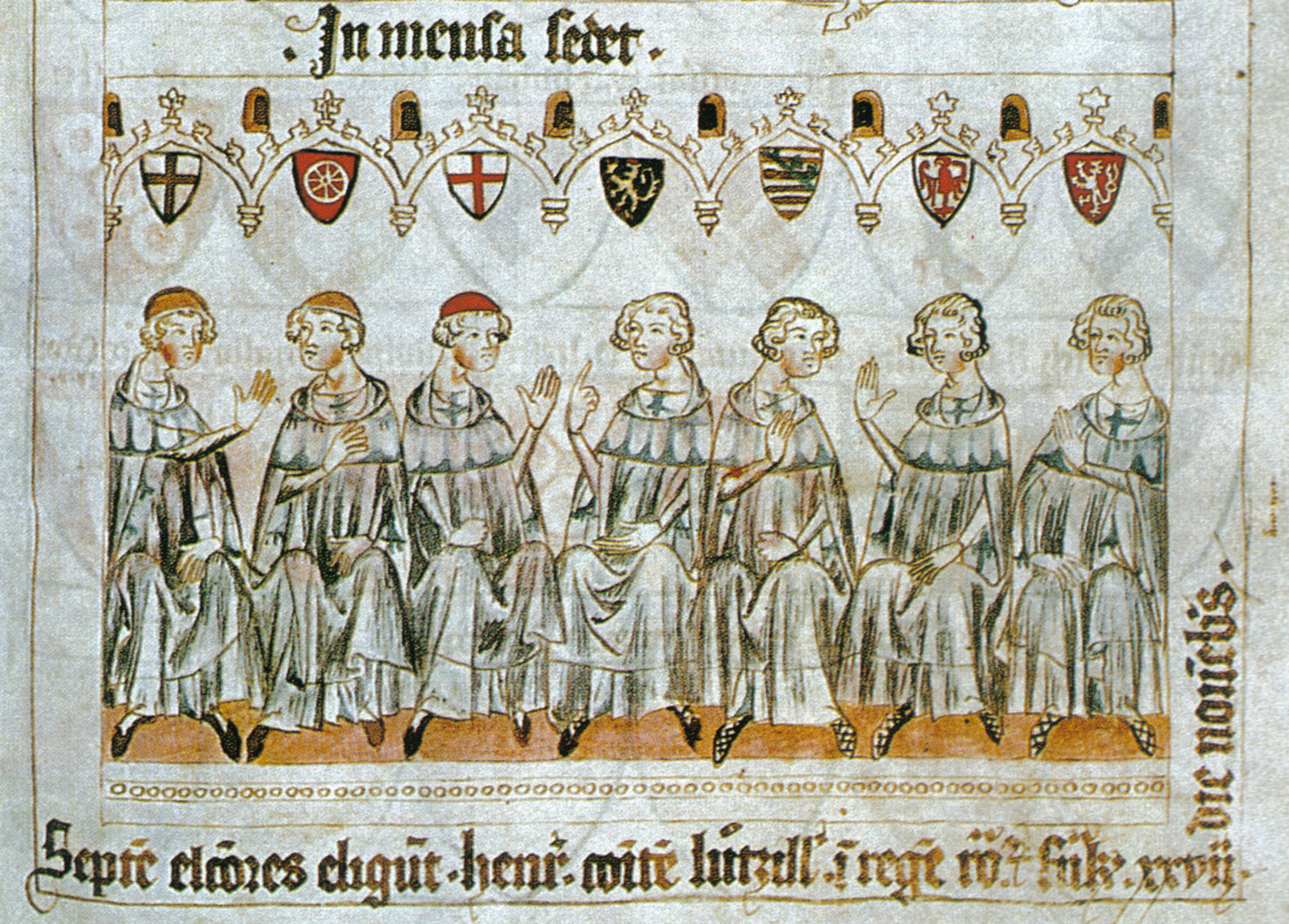
L'elezione di Enrico VII, occasione nella quale Rodolfo fu elettore di Sassonia

 Di grande importanza fu il suo voto nell'elezione del 1308 dopo l'uccisione di suo zio e re Alberto I di Germania. Dopo alcuni negoziati iniziali, il conte Enrico di Lussemburgo venne eletto imperatore il 27 novembre 1308. Rodolfo I votò per Enrico e lo assistette anche nel trovare denaro e truppe necessarie, guadagnandosi il favore del neoeletto imperatore. Enrico morì il 23 agosto 1313 e la successiva elezione si tenne il 19 ottobre dell'anno successivo a Sachsenhausen presso Francoforte.
Per la prima volta, due candidati alle elezioni pretesero di aver vinto, Ludovico IV il Bavaro e suo cugino Federico III d'Asburgo. Il conflitto si risolse col riconoscere il primo re di Germania ed il secondo come anti-re. Ludovico aveva ricevuto cinque voti su sette (quelli del duca Giovanni II che contendeva il titolo di principe elettore di Sassonia, quello dell'arcivescovo-elettore Baldovino di Treviri, quello del re Giovanni I di Boemia, quello dell'arcivescovo-elettore Pietro di Magonza e quello del principe-elettore Valdemaro di Brandeburgo).
Rodolfo votò per il candidato opposto, l'anti-re Federico d'Asburgo che ricevette quattro su sette voti dal deposto re di Enrico di Boemia (che illegittimamente dunque deteneva il potere elettorale), dall'arcivescovo-elettore Enrico II di Colonia, dal fratello di Ludovico IV il principe-elettore Rodolfo I del Palatinato e da Rodolfo I stesso che contendeva a Giovanni II il titolo di principe-elettore. I due candidati si scontrarono nella battaglia di Mühldorf il 28 settembre 1322, confronto dal quale Ludovico di Baviera uscì vittorioso e col titolo di re di Germania.
Come sostenitore della fazione asburgica, Rodolfo dovette affrontare le conseguenze di questa vittoria. Nel 1320 il margravio di Brandeburgo Enrico II morì e con lui terminò la sua dinastia. Rodolfo I, che aveva amministrato il Brandeburgo come reggente dal 1319, aveva preteso il Brandeburgo come feudo della casata degli Ascanidi. Ludovico, ad ogni modo, asserì che non era nei suoi poteri conferire un feudo ad un elettore che gli aveva votato contro e lo diede pertanto al proprio figlio Ludovico per rafforzare la posizione della sua famiglia. Col margraviato di Brandeburgo, Ludovico ottenne anche un voto elettorale ed il titolo di arci-ciambellano per il figlio.
Dopo questa ed altre sanzioni da parte dell'imperatore, Rodolfo decise di subordinarsi col fratello Venceslao per ragioni tattiche all'imperatore, tentando di guadagnarsi la fiducia di quest'ultimo. Da quel momento in poi, Rodolfo fu mediatore nelle dispute tra i vari principi tedeschi e questo gli consentì di gettare dei legami forti e utili. Ad esempio egli organizzò l'incontro di sei principi elettori a Rhens nel 1338. Rodolfo aveva anche ottime relazioni col Papa che aveva scomunicato Ludovico di Baviera. Ludovico IV alla fine cambiò la sua opinione su Rodolfo e gli concesse parte della Lusazia incluse le città di Brietz, Fürstenwalde e Beeskow per un periodo di dodici anni.
Sotto l'influenza di sua madre, Rodolfo iniziò l'espulsione degli ebrei da Wittenberg, atto che continuò poi sino alla metà del XIV secolo. Rodolfo mise fuori legge anche le lingue slave originariamente parlate nel suo territorio per lasciar prevalere il tedesco. Egli fondò il monastero d'Ognissanti dal quale riuscì ad evolversi la chiesa di Ognissanti di Wittenberg ancora oggi presente. Attorno al 1340 egli iniziò la costruzione del castello di Wittenberg come residenza per sé e per i propri discendenti. Nel XVI secolo Federico III vi costruirà un castello di stile rinascimentale sulle fondamenta del castello di Rodolfo. Per coprire i crescenti costi della sua politica filo-imperiale, Rodolfo iniziò a vendere alcuni dei propri diritti come quello sui mercati, sul conio e sulla bassa giustizia. Questi diritti furono la base della prima struttura comunale nell'area di Wittenberg. Nel 1306 egli aveva organizzato alleanze offensive e difensive con diverse città nella zona.
Durante le sue mediazioni, Rodolfo strinse alleanze strette con la corte di Praga che divennero chiare all'elezione dell'11 luglio 1346 dell'imperatore Carlo IV (1316-1378). Carlo IV venne incoronato re dei Romani a Bonn il 26 novembre 1346 e Rodolfo I fu l'unico principe elettore presente all'incoronazione.
I suoi stretti legami con Carlo IV vennero ricompensati nel 1347 quando egli ricevette la Altmark ed il fiume Elba divenne il divisorio ufficiale tra Sassonia e Brandeburgo. Inoltre, egli ricevette la Foresta Imperiale a Francoforte sull'Oder nel 1348 come ricompensa per le sue spese come elettore. Sotto la sua direzione, i signori locali Giovanni I e Alberto II di Meclemburgo vennero nominati duchi e principi dell'impero. Ad ogni modo, le sue relazioni con Carlo IV si deteriorarono quando nel 1350 Carlo confermò Ludovico il Bavaro al ruolo di principe-elettore di Brandeburgo e margravio di Lusazia. Questa riconferma mosse l'indignazione di Rodolfo ed egli ritirò il suo appoggio alla corte di Praga
Rodolfo e Carlo IV si riconciliarono dopo che Carlo diede a Rodolfo la corte di Walchenhof nel distretto praghese di Malá Strana. Il maggior successo di Rodolfo fu il 4 ottobre 1355 quando l'imperatore emise la Bolla d'Oro, detta anche bulla aurea Saxonica, definendo le future leggi dell'impero. La bolla prevedeva inoltre la primogenitura per tutti i principi elettori, gli elettorati vennero dichiarati indivisibili ed il figlio primogenito di ogni casata avrebbe ereditato l'intero principato o, se l'elettore non avesse avuto figli, la sua eredità sarebbe passata al fratello minore. Il duca di Sassonia-Wittenberg venne confermato dunque elettore di Sassonia. Venne inoltre stabilito che un principe-elettore potesse votare a 18 anni e governare autonomamente il proprio stato dall'età di 21 anni. La linea di Sassonia-Lauenburg degli Ascanidi perse così le proprie pretese sul voto elettorale e l'associata dignità di Arci-Maresciallo Imperiale, diritto che prevedeva di portare la spada imperiale durante la dieta.
Rodolfo I morì il 12 marzo 1356 a Wittenberg. Egli venne inizialmente sepolto nella locale chiesa francescana e nel 1883 il suo corpo venne trasferito nella chiesa di Ognissanti, sempre a Wittenberg.

## Matrimonio e figli
Rodolfo I si sposò tre volte: la prima volta, nel 1298, si maritò con la margravia Giuditta di Brandeburgo († 9 maggio 1328 a Wittenberg), figlia del margravio Ottone V di Brandeburgo. Questo matrimonio produsse i seguenti eredi:
- Alberto (morto giovane, il 4 luglio 1329);
- Giovanni (morto giovane a Wittenberg);
- Anna (menzionata nel 1309; † 1328/1329 a Wittenberg), che sposò Bernardo di Polonia († circa 1356);
- Rodolfo II (c. 1307 - 6 dicembre 1370), che sposò la contessa Elisabetta di Lindow-Ruppin;
- Elisabetta (m. 1353), che sposò prima del 22 giugno 1344 il principe Valdemaro I di Anhalt-Zerbst († 3 settembre 1367);
- Agnese (m. 4 gennaio 1338), che sposò il principe Bernardo III di Anhalt-Bernburg (c. 1300 - 20 agosto 1348);
- Ottone (m. 30 marzo 1350), che sposò Elisabetta di Brunswick-Lüneburg († 1384), figlia del duca Guglielmo II di Brunswick-Lüneburg e di Edvige di Ravensberg;
- Beatrice († dopo il 26 febbraio 1345 nel convento di Coswig), sposò il 27 gennaio 1337 il principe Alberto II di Anhalt-Zerbst (1306 - 1362);

Dopo la morte della prima moglie, Rodolfo si risposò, il 28 agosto 1328, con Cunegonda di Polonia, figlia del re di Polonia Ladislao I e di Edvige di Kalisz, e vedova di Bernardo II di Schweidnitz. La coppia ebbe un solo figlio:
- Miesko (c. 1330 - 1350), sposò Eudossia.

Dopo la morte della seconda moglie, Rodolfo si risposò in terze nozze con Agnese di Lindow-Ruppin nel 1333 (18 dicembre 1314 - 9 maggio 1343 a Wittenberg), figlia del conte Ulrico di Lindow-Ruppin e vedova di Enrico II († 1329). La coppia ebbe i seguenti figli:
- Guglielmo (morto giovane);
- Venceslao I (c. 1337 - 1388 a Celle), sposò il 23 gennaio 1367 Cecilia da Carrara (c. 1350 - tra il 1430 ed il 1434), figlia di Francesco Carrara di Padova;
- Elena († 2 aprile 1367), sposò nel 1353 Giovanni I di Hardeck, burgravio di Magdeburgo.

## Ascendenza
|                                  |                      |                                | Genitori                  |  |  | Nonni |  |  | Bisnonni                 |  |  | Trisnonni                |  |
|                                  |                      |                                |                           |  |  |       |  |  | Bernardo III di Sassonia |  |  | Alberto I di Brandeburgo |  |
|                                  |                      |                                |                           |  |  |       |  |  | Bernardo III di Sassonia |  |  | Alberto I di Brandeburgo |  |
|                                  |                      | Sofia di Winzenburg            |                           |  |  |       |  |  | Bernardo III di Sassonia |  |  |                          |  |
| Alberto I di Sassonia            |                      |                                |                           |  |  |       |  |  | Bernardo III di Sassonia |  |  |                          |  |
|                                  |                      | Brigitta di Danimarca          | Canuto V di Danimarca     |  |  |       |  |  |                          |  |  |                          |  |
|                                  |                      | Brigitta di Danimarca          | Canuto V di Danimarca     |  |  |       |  |  |                          |  |  |                          |  |
|                                  |                      | Brigitta di Danimarca          | Elena di Svezia           |  |  |       |  |  |                          |  |  |                          |  |
| Alberto II di Sassonia           |                      | Brigitta di Danimarca          |                           |  |  |       |  |  |                          |  |  |                          |  |
|                                  |                      | Ottone I di Brunswick-Lüneburg | Guglielmo di Winchester   |  |  |       |  |  |                          |  |  |                          |  |
|                                  |                      | Ottone I di Brunswick-Lüneburg | Guglielmo di Winchester   |  |  |       |  |  |                          |  |  |                          |  |
|                                  |                      | Ottone I di Brunswick-Lüneburg | Elena di Danimarca        |  |  |       |  |  |                          |  |  |                          |  |
| Elena di Brunswick-Lüneburg      |                      | Ottone I di Brunswick-Lüneburg |                           |  |  |       |  |  |                          |  |  |                          |  |
|                                  |                      | Matilda del Brandeburgo        | Alberto II di Brandeburgo |  |  |       |  |  |                          |  |  |                          |  |
|                                  |                      | Matilda del Brandeburgo        | Alberto II di Brandeburgo |  |  |       |  |  |                          |  |  |                          |  |
|                                  |                      | Matilda del Brandeburgo        | Mechthild di Lusazia      |  |  |       |  |  |                          |  |  |                          |  |
| Rodolfo I di Sassonia-Wittenberg |                      | Matilda del Brandeburgo        |                           |  |  |       |  |  |                          |  |  |                          |  |
|                                  | Alberto IV il Saggio | Rodolfo il Vecchio             |                           |  |  |       |  |  |                          |  |  |                          |  |
|                                  | Alberto IV il Saggio | Rodolfo il Vecchio             |                           |  |  |       |  |  |                          |  |  |                          |  |
|                                  | Alberto IV il Saggio | Agnese di Staufen              |                           |  |  |       |  |  |                          |  |  |                          |  |
| Rodolfo I d'Asburgo              | Alberto IV il Saggio |                                |                           |  |  |       |  |  |                          |  |  |                          |  |
|                                  |                      | Edvige di Kyburg               | Ulrico III di Kyburg      |  |  |       |  |  |                          |  |  |                          |  |
|                                  |                      | Edvige di Kyburg               | Ulrico III di Kyburg      |  |  |       |  |  |                          |  |  |                          |  |
|                                  |                      | Edvige di Kyburg               | Anna di Zähringen         |  |  |       |  |  |                          |  |  |                          |  |
| Agnese d'Asburgo                 |                      | Edvige di Kyburg               |                           |  |  |       |  |  |                          |  |  |                          |  |
|                                  |                      | Burcardo V di Hohenberg        | …                         |  |  |       |  |  |                          |  |  |                          |  |
|                                  |                      | Burcardo V di Hohenberg        | …                         |  |  |       |  |  |                          |  |  |                          |  |
|                                  |                      | Burcardo V di Hohenberg        | …                         |  |  |       |  |  |                          |  |  |                          |  |
| Gertrude di Hohenberg            |                      | Burcardo V di Hohenberg        |                           |  |  |       |  |  |                          |  |  |                          |  |
|                                  |                      | Mechthild di Tubinga           | Rodolfo II di Tubinga     |  |  |       |  |  |                          |  |  |                          |  |
|                                  |                      | Mechthild di Tubinga           | Rodolfo II di Tubinga     |  |  |       |  |  |                          |  |  |                          |  |
|                                  |                      | Mechthild di Tubinga           | …                         |  |  |       |  |  |                          |  |  |                          |  |
|                                  |                      | Mechthild di Tubinga           |                           |  |  |       |  |  |                          |  |  |                          |  |